# Viktringer Vorstadt
Die Viktringer Vorstadt ist der 7. Bezirk der Kärntner Landeshauptstadt Klagenfurt am Wörthersee (Österreich).

## Geographie
Die Viktringer Vorstadt liegt südlich der Klagenfurter Innenstadt.
Der Bezirk grenzt im Norden an den Viktringer Ring. Im Osten grenzt er an die Lastenstraße. Im Süden verläuft die Grenze südlich der Bahnlinie entlang der Linie Bahnstraße – Osmanweg – Türkgasse und im Westen entlang der Rosentaler Straße.

## Geschichte
Die Viktringer Vorstadt gehört zum historischen Stadtgebiet Klagenfurts und umfasst jenes Gebiet, das südlich der ehemaligen Stadtmauer lag. Über ein Stadttor war sie mit der Innenstadt verbunden. Im Jahr 1893 wurde die Viktringer Vorstadt geringfügig erweitert.

### Tabakfabrik
Seinerzeit fanden Frauen in der Tabakfabrik in Klagenfurt einen Arbeitsplatz, allerdings zu eher schlechten Bedingungen. Sie wurden damals „Tschickweiber“ genannt.
Es gab neun österreichische Tabakfabriken in Österreich.  In Klagenfurt ist die erste, aber nur kurz existierende Tabakmanufaktur aus dem Jahr 1760 überliefert. Im Jahr 1858 überließ die kaiserliche Armee die Waisenhauskaserne bis auf Weiteres der Tabakindustrie und in die Deutenhofenstraße kam eine Zigarrenfabrik. Da das Militär schon im Jahr 1862 für das Gebäude Eigenbedarf anmeldete, musste man sich um einen neuen Standort umsehen und entschloss sich zum Bau einer eigenen Fabrik auf einem von der Stadt zur Verfügung gestellten Gelände in der heutigen Bahnhofstraße zwischen der damaligen Lehrerbildungsanstalt und der damaligen Handelskammer. Sie nahm die Produktion im Jahr 1864 auf und bestand zunächst aus vier Objekten. Im Jahr 1871 wurde ein Gebäude für die Herstellung von geschnittenem Rauchtabak errichtet und anschließend daran ein Maschinen- und ein Kesselhaus. Im Jahr 1898 erfolgte ein weiterer Zubau. Das neue Rohstoffmagazin stand Im Jahr 1904 zur Verfügung und im Jahr 1926 wurde das Kesselhaus durch eine Hochdruck-Kesselanlage ersetzt. Das Verwaltungsgebäude erfuhr im Jahr 1931 eine Aufstockung. Für die Belegschaft wurden drei Arbeiterwohnhäuser mit 76 Wohnungen und ein Beamtenwohnhaus mit zwölf Wohnungen gebaut. In den 1890er Jahren wurden eine Krankenstation und eine Kinderkrippe eingerichtet.
Wurden zuerst nur Zigarren gewickelt, so wurde das Programm schon im Jahr 1861 um die Produktion von Zigaretten erweitert und im Jahr 1867 um die Produktion von geschnittenen Rauchtabak.
Im Jahr 1874 beschäftigte die Klagenfurter k.k. Tabakfabrik 514 Personen. Im Jahr 1890 waren es 634. Davon waren 553 weibliche Arbeitskräfte, meist junge Frauen. Es wurden schon Mädchen ab einem Alter von sieben Jahren aufgenommen. Das soziale Gewissen ließ zu wünschen übrig. Das Fest des 40-jährigen Bestandsjubiläums musste die Belegschaft durch ein ganzes Jahr lang durch wöchentliche Beiträge finanzieren.
Im Jahr 1890 betrug die Jahresproduktion:
- 757 Tonnen Rauchtabak
- 99 Tonnen Zigaretten
- 31 Tonnen Zigarren

Die Produktion wurde in der Folge noch gesteigert.
Im Jahr 1900 bestand das Personal aus 1009 Arbeiterinnen  und 73 Arbeitern und Angestellten. Der Jahresausstoß betrug:
- 969 Tonnen Rauchtabak
- 105 Millionen Zigaretten (Anm.: geänderte Einheiten)
- 24,5 Millionen Zigarren

Den Rohstoff lieferten zur Zeit der Monarchie die Gebiete  Ungarn, Siebenbürgen und Galizien. Diese Gebiete, in denen auch der Großteil der Tabakfabriken lagen, gehörten jedoch ab dem Jahr 1918 nicht mehr zu Österreich.
Im Jahr 1933 setzte sich die Belegschaft aus 370 Arbeiterinnen und Arbeitern und 12 Angestellten zusammen. In der Zwischenzeit hatten 180 Maschinen den Mitarbeitern die Arbeit weggenommen.
Im Zweiten Weltkrieg wurden in der Tabakfabrik Flugzeugteile hergestellt. Sie war daher für die alliierten Bomber ein bevorzugtes Angriffsziel und wurde  schließlich zerstört. Nach dem Krieg unterblieb deren Wiederaufbau. Es wurde dann aber in der St. Peter-Straße ein großes zentrales Tabakumschlaglager der Austria-Tabakwerk errichtet.

## Verwaltungsgliederung
Die Viktringer Vorstadt bildet zusammen mit den vier Bezirken der Klagenfurter Innenstadt und den Bezirken St. Veiter Vorstadt, Völkermarkter Vorstadt und Villacher Vorstadt die Katastralgemeinde Klagenfurt.

## Bauwerke

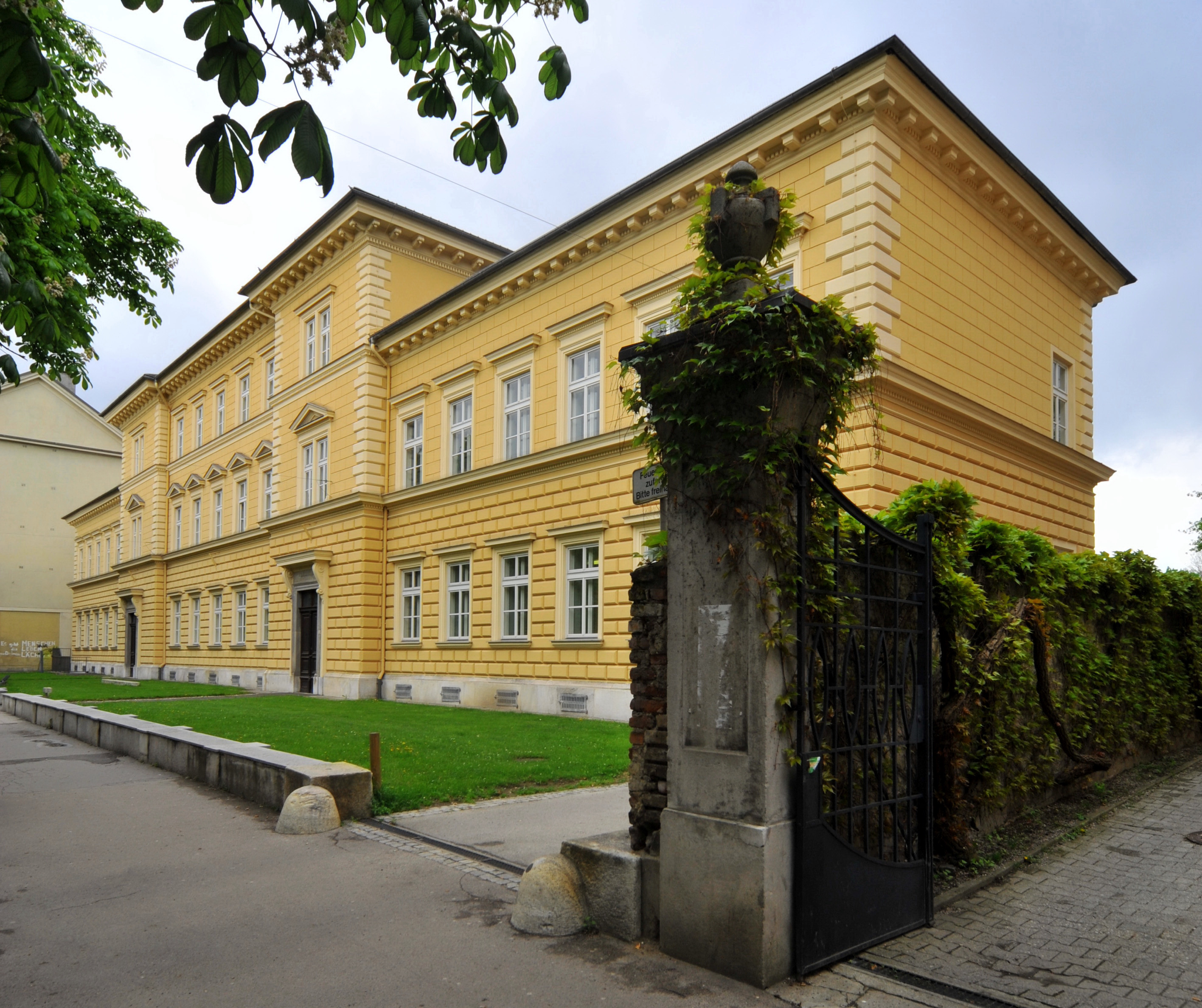
Bahnhofstraße 47, ehemalige Lehrerbildungsanstalt

Der Bezirk gehört zur Dompfarre und besitzt keine eigene Kirche. In der Platzgasse befand sich vor dem Jahr 1938 das einzige jüdische Gebetshaus von Klagenfurt.
Zu den Sehenswürdigkeiten in der Viktringer Vorstadt zählen das Koschatmuseum, das Musil-Haus sowie das Geburtshaus von Herbert Böckl.

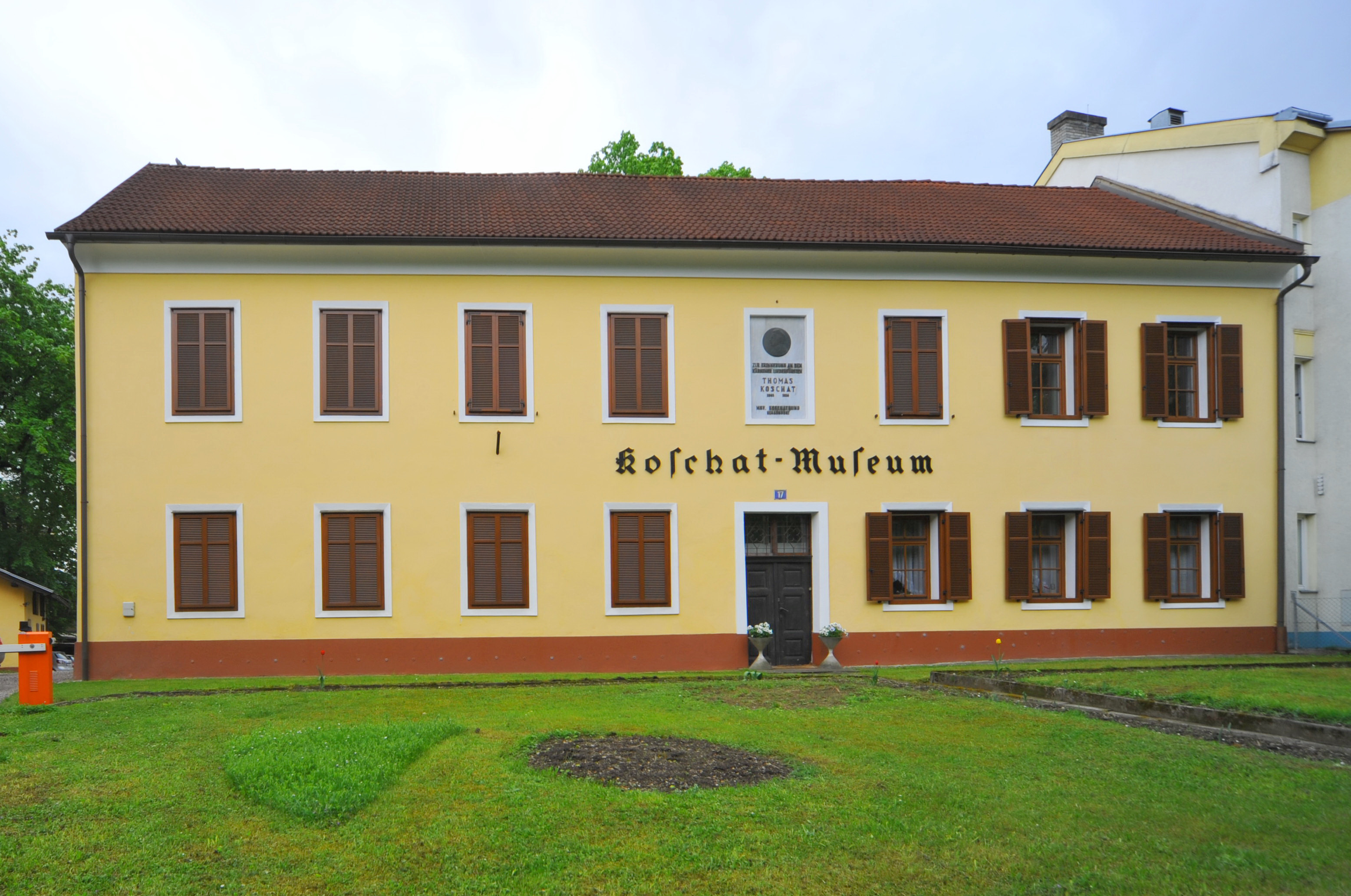
Koschatmuseum, Viktringer Ring 17
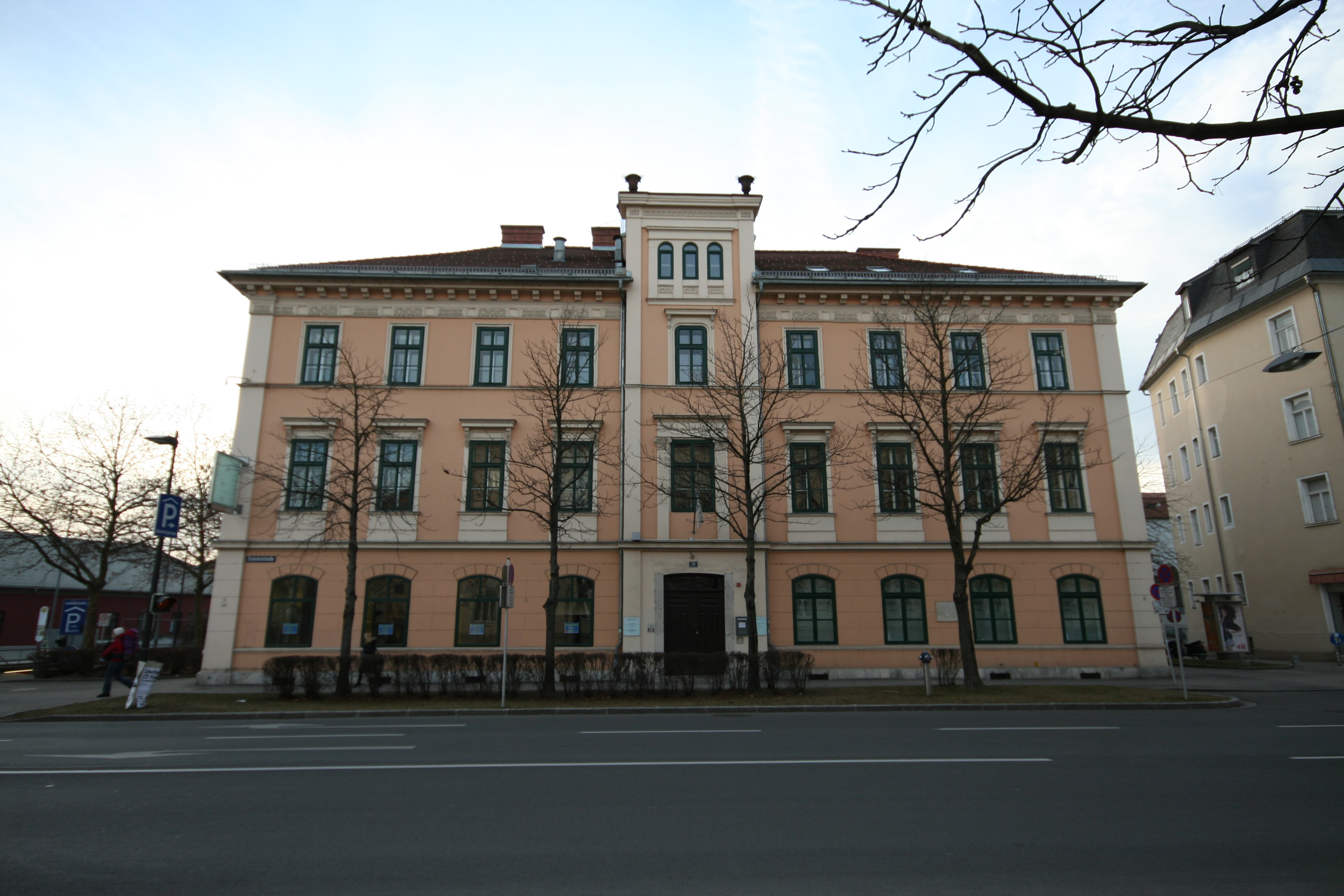
Musilhaus von 1867, Bahnhofstraße 50
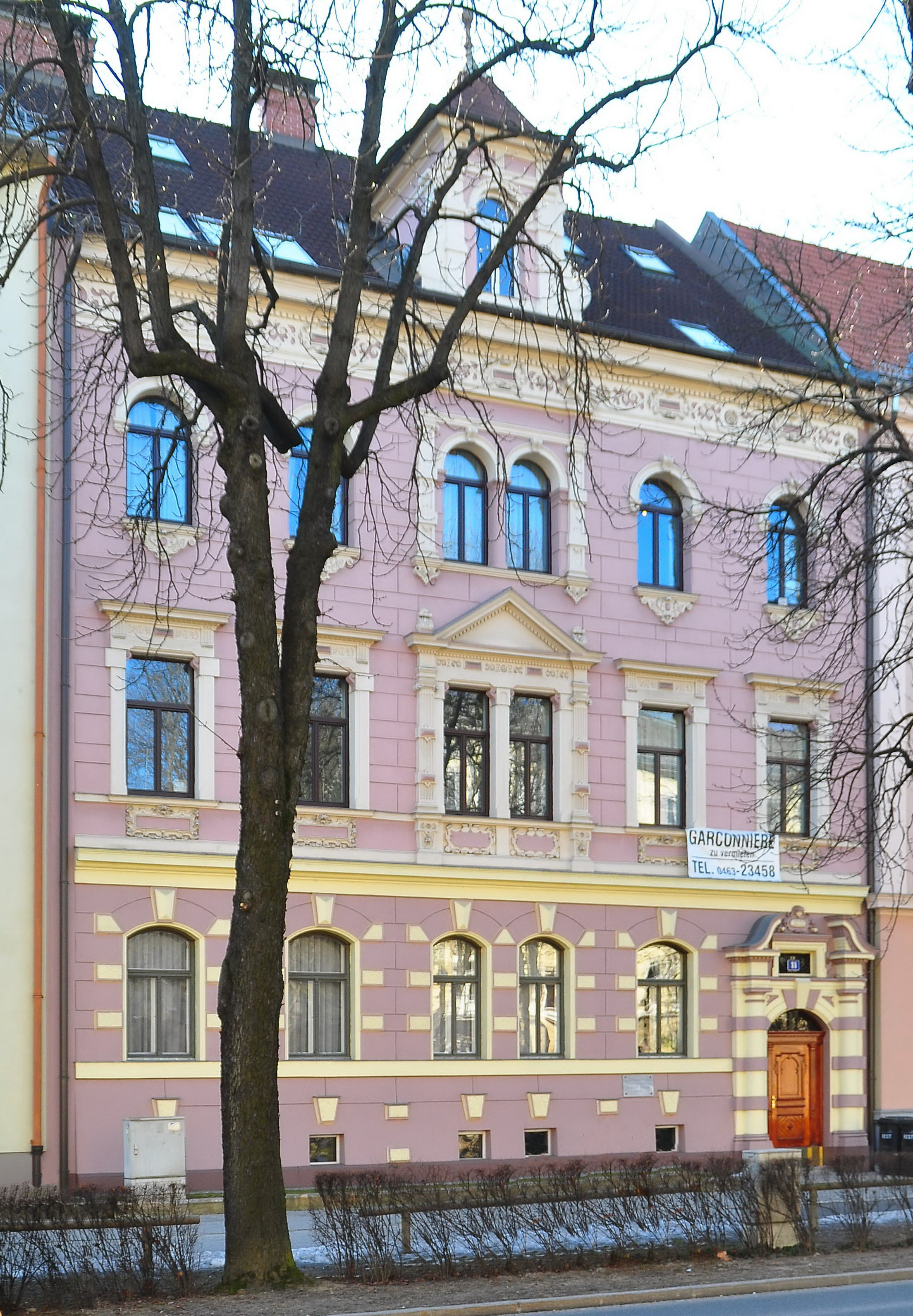
Viktringer Ring 11, Geburtshaus von Herbert Böckl

## Wirtschaft und Infrastruktur
In diesem Bezirk befinden sich sehr viele Einrichtungen der öffentlichen Verwaltung.
- Hauptbahnhof Klagenfurt und Autobusbahnhof
- Messegelände und Fertighauszentrum
- Stadthalle mit Eissporthalle des EC KAC
- Landesarchiv
- Landespolizeidirektion Kärnten
- ehemalige Lehrerbildungsanstalt
- Städtisches Hallenbad (Standort ehemaliges Gaswerk)
- Wirtschafts- und Arbeiterkammer, Finanzamt, WIFI, Österreichischer Gewerkschaftsbund, Gebietskrankenkassen, E-Werk, Verkehrsbetriebe

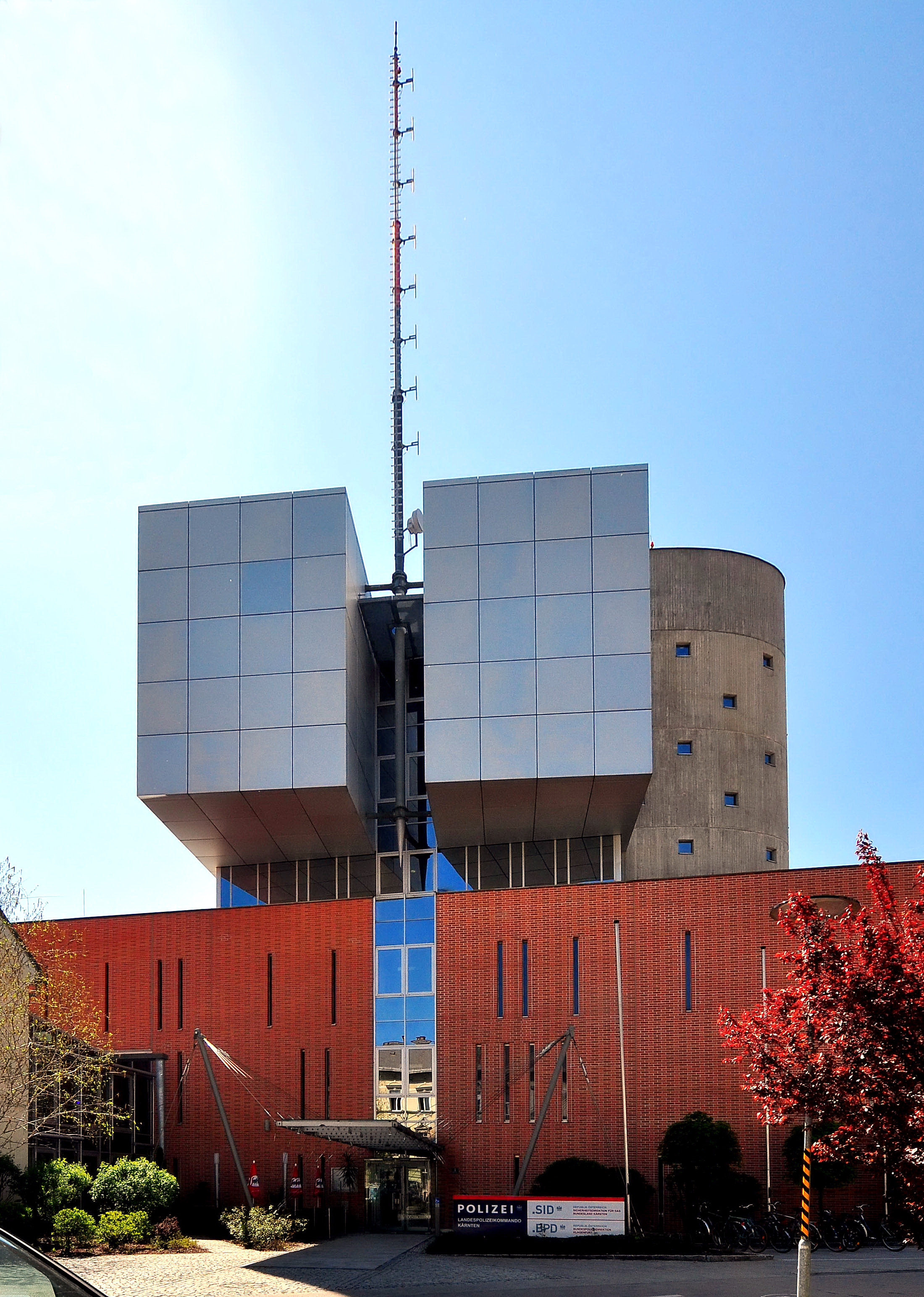
Polizei-Sicherheitszentrum, Buchengasse 1
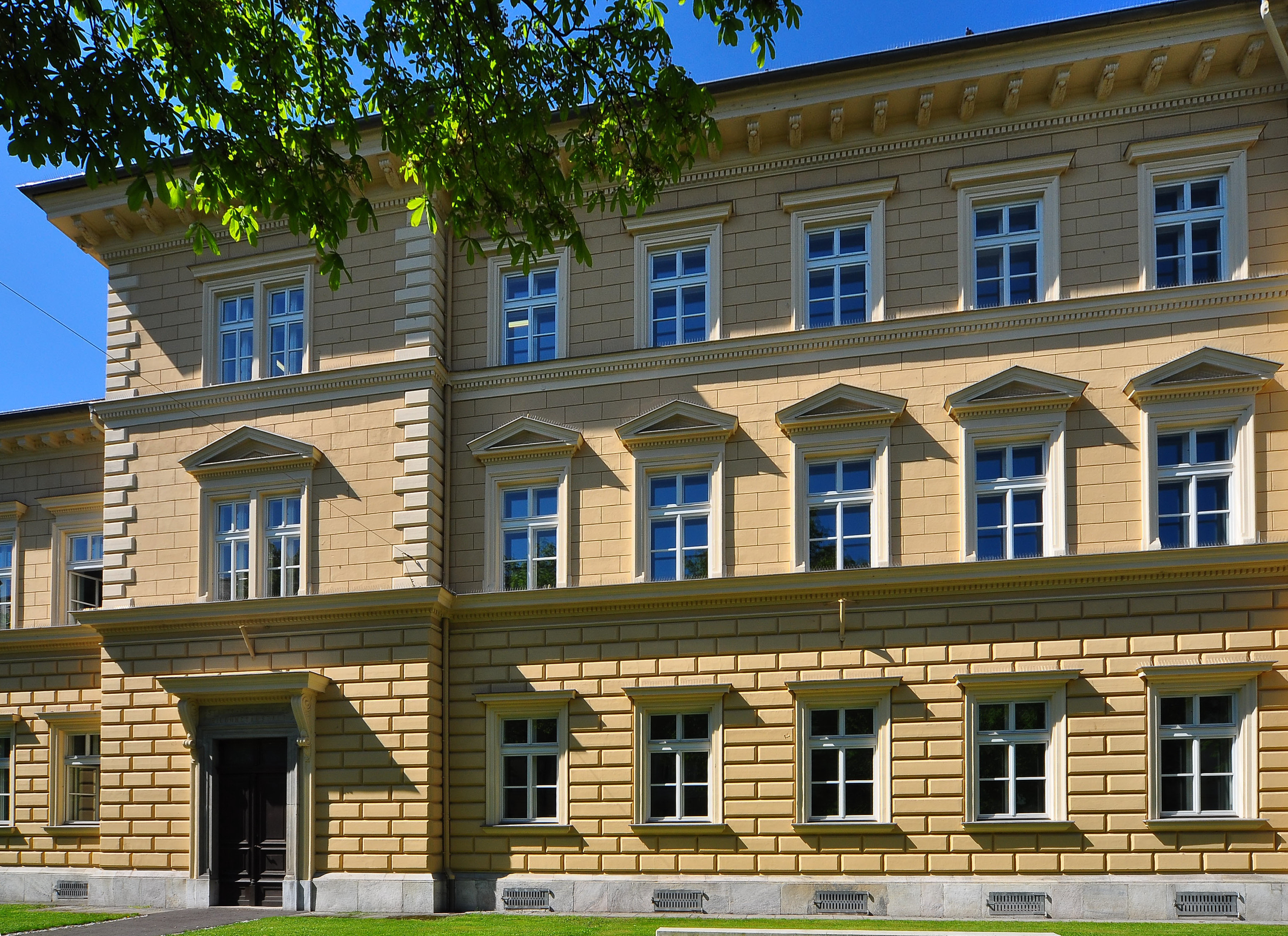
Ausbildungsstätte für Textil-Design, Bahnhofstraße 36

### Hauptbahnhof
Als die Bahnlinie Marburg – Villach-Franzensfeste realisiert wurde, wurde für den Standort des Klagenfurter Bahnhofes ein Gelände in der Gemeinde St. Ruprecht gewählt. Die Stadt Klagenfurt verlängerte damals nur die Kanalgasse (jetzt Bahnhofstraße) bis zum Bahnhof.